# Mylitta Fluctus
Mylitta Fluctus – benannt nach der semitischen Muttergöttin Mylitta – ist ein erstarrter Lavastrom auf der Venus.
Das sehr breite Flut-Terrain ist bis zu 1250 Kilometer lang und erstreckt sich von seiner Quelle am Rand des südlichen Hochlands Lada Terra nach Norden in die Tiefebene Lavinia Planitia. Sein Zentrum liegt bei 54° Süd und 355,5° Ost.
Beobachtbare Ausbrüche sind, wie bei allen vulkanischen Quellen auf der Venus, nicht zu verzeichnen.